# Torneo Sudamericano de Clubes de Futsal 2004
Il Torneo Sudamericano de Clubes de Futsal 2004 è la 5ª edizione del torneo continentale riservato ai club di calcio a 5 vincitori nella precedente stagione del massimo campionato delle federazioni affiliate alla CONMEBOL. La competizione si è giocata dal 16 agosto al 19 dicembre 2004.

## Squadre partecipanti
Tutte le nazioni schierano due squadre, per un totale di 18 squadre.

### Lista
I club sono stati ordinati in ordine alfabetico della federazione.

| Rank  | Squadra                    | Zona |
| ----- | -------------------------- | ---- |
| 1     | ASCUN                      | Nord |
| 2     | CUN                        | Nord |
| 3/H   | Estudiantes de la Católica | Nord |
| 4     | Manabí                     | Nord |
| 5/H   | La Sonora                  | Nord |
| 6     | Kansas                     | Nord |
| 7     | Samanes de Aragua          | Nord |
| 8     | La Unica                   | Nord |
| 9/H   | Boca Juniors               | Sud  |
| 10    | River Plate                | Sud  |
| 11/TH | Carlos Barbosa             | Sud  |
| 12    | Jaraguá                    | Sud  |
| 13    | Concepción                 | Sud  |
| 14    | Patricio Gómez             | Sud  |
| 15    | Cerro Porteño              | Sud  |
| 16    | UAA                        | Sud  |
| 17    | Malvín                     | Sud  |
| 18    | Nacional                   | Sud  |

Note
- (TH) Squadra campione in carica
- (H) – Squadra ospitante

### Formula
Le 18 squadre si affrontano in due tornei separati. Le vincitrici accedono alla finale.

## Fase a gironi

### Zona Nord

#### Gruppo A
| Squadra                    | P.ti | G | V | N | P | GF | GS | DR  |
| -------------------------- | ---- | - | - | - | - | -- | -- | --- |
| CUN                        | 7    | 3 | 2 | 1 | 0 | 23 | 13 | +10 |
| Samanes de Aragua          | 7    | 3 | 2 | 1 | 0 | 19 | 11 | +8  |
| La Sonora                  | 3    | 3 | 1 | 0 | 2 | 9  | 19 | -10 |
| Estudiantes de la Católica | 0    | 3 | 0 | 0 | 3 | 12 | 20 | -8  |

#### Gruppo B
| Squadra  | P.ti | G | V | N | P | GF | GS | DR |
| -------- | ---- | - | - | - | - | -- | -- | -- |
| ASCUN    | 9    | 3 | 3 | 0 | 0 | 13 | 8  | +5 |
| Kansas   | 6    | 3 | 2 | 0 | 1 | 16 | 9  | +7 |
| La Unica | 3    | 3 | 1 | 0 | 2 | 15 | 22 | -7 |
| Manabí   | 0    | 3 | 0 | 0 | 3 | 12 | 17 | -5 |

### Zona Sud

#### Gruppo A
| Squadra        | P.ti | G | V | N | P | GF | GS | DR  |
| -------------- | ---- | - | - | - | - | -- | -- | --- |
| Carlos Barbosa | 12   | 4 | 4 | 0 | 0 | 50 | 2  | +48 |
| Cerro Porteño  | 7    | 4 | 2 | 1 | 1 | 16 | 18 | +2  |
| River Plate    | 7    | 4 | 2 | 1 | 1 | 26 | 15 | +11 |
| Malvín         | 1    | 4 | 0 | 1 | 3 | 9  | 25 | -16 |
| Patricio Gómez | 1    | 4 | 0 | 1 | 3 | 10 | 51 | -41 |

#### Gruppo B
| Squadra      | P.ti | G | V | N | P | GF | GS | DR  |
| ------------ | ---- | - | - | - | - | -- | -- | --- |
| Jaraguá      | 12   | 4 | 4 | 0 | 0 | 25 | 5  | +10 |
| UAA          | 9    | 4 | 3 | 0 | 1 | 12 | 8  | +4  |
| Boca Juniors | 6    | 4 | 2 | 0 | 2 | 8  | 5  | +3  |
| Nacional     | 3    | 4 | 1 | 0 | 3 | 7  | 15 | -12 |
| Concepción   | 0    | 4 | 0 | 0 | 4 | 5  | 24 | -19 |

## Fase a eliminazione diretta

### Tabellone

#### Zona Nord
|  | Semifinali        | Semifinali        | Semifinali        |                   |        | Finale          | Finale          | Finale          |  |
|  |                   |                   |                   |                   |        |                 |                 |                 |  |
|  | CUN               | CUN               | 4 (0)             |                   |        |                 |                 |                 |  |
|  | CUN               | CUN               | 4 (0)             |                   |        |                 |                 |                 |  |
|  | Kansas (dcr)      | Kansas (dcr)      | 4 (2)             |                   |        |                 |                 |                 |  |
|  | Kansas (dcr)      | Kansas (dcr)      | 4 (2)             |                   | Kansas | Kansas          | 5               |                 |  |
|  |                   |                   |                   |                   | Kansas | Kansas          | 5               |                 |  |
|  |                   |                   | Samanes de Aragua | Samanes de Aragua | 3      |                 |                 |                 |  |
|  | ASCUN             | ASCUN             | Samanes de Aragua | Samanes de Aragua | 3      | 1               |                 |                 |  |
|  | ASCUN             | ASCUN             |                   |                   |        | 1               |                 |                 |  |
|  | Samanes de Aragua | Samanes de Aragua | 2                 |                   |        | Finale 3º posto | Finale 3º posto | Finale 3º posto |  |
|  | Samanes de Aragua | Samanes de Aragua | 2                 |                   |        |                 |                 |                 |  |
|  |                   |                   |                   |                   |        |                 |                 |                 |  |
|  |                   |                   |                   |                   |        | CUN             | CUN             | 9               |  |
|  |                   |                   |                   |                   |        | CUN             | CUN             | 9               |  |
|  |                   |                   |                   |                   |        | ASCUN           | ASCUN           | 2               |  |

#### Zona Sud
|  | Semifinali     | Semifinali     | Semifinali |         |                | Finale          | Finale          | Finale          |  |
|  |                |                |            |         |                |                 |                 |                 |  |
|  | Carlos Barbosa | Carlos Barbosa | 5          |         |                |                 |                 |                 |  |
|  | Carlos Barbosa | Carlos Barbosa | 5          |         |                |                 |                 |                 |  |
|  | UAA            | UAA            | 0          |         |                |                 |                 |                 |  |
|  | UAA            | UAA            | 0          |         | Carlos Barbosa | Carlos Barbosa  | 2               |                 |  |
|  |                |                |            |         | Carlos Barbosa | Carlos Barbosa  | 2               |                 |  |
|  |                |                | Jaraguá    | Jaraguá | 4              |                 |                 |                 |  |
|  | Jaraguá        | Jaraguá        | Jaraguá    | Jaraguá | 4              | 5               |                 |                 |  |
|  | Jaraguá        | Jaraguá        |            |         |                | 5               |                 |                 |  |
|  | Cerro Porteño  | Cerro Porteño  | 0          |         |                | Finale 3º posto | Finale 3º posto | Finale 3º posto |  |
|  | Cerro Porteño  | Cerro Porteño  | 0          |         |                |                 |                 |                 |  |
|  |                |                |            |         |                |                 |                 |                 |  |
|  |                |                |            |         |                | UAA             | UAA             | 1               |  |
|  |                |                |            |         |                | UAA             | UAA             | 1               |  |
|  |                |                |            |         |                | Cerro Porteño   | Cerro Porteño   | 4               |  |

### Finale
| Squadra 1 | Totale | Squadra 2 | Andata | Ritorno |
| --------- | ------ | --------- | ------ | ------- |
| Kansas    | 7 - 21 | Jaraguá   | 6 - 13 | 1 - 8   |